# Alpen Trophy
Alpen Trophy, znane też jako Memoriał Inge Solar – międzynarodowe zawody w łyżwiarstwie figurowym rozgrywane w Innsbrucku od 2018 roku. W sezonie 2018/2019 wchodziły w cykl zawodów Challenger Series organizowanych przez Międzynarodową Unię Łyżwiarską. W kolejnych latach nie były rozgrywane z różnych powodów. W ich trakcie rozgrywano zawody w konkurencji solistów i solistek, par sportowych i tanecznych.

## Medaliści w kategorii seniorów
CS: Challenger Series

### Soliści
| Rok     | Złoto         | Srebro         | Brąz             | Źr.   |
| ------- | ------------- | -------------- | ---------------- | ----- |
| 2018 CS | Daniel Grassl | Roman Sadovsky | Tomoki Hiwatashi | [ 1 ] |

### Solistki
| Rok     | Złoto         | Srebro                | Brąz         | Źr.   |
| ------- | ------------- | --------------------- | ------------ | ----- |
| 2018 CS | Anna Tarusina | Sierafima Sachanowicz | Brooklee Han | [ 2 ] |

### Pary sportowe
| Rok  | Złoto                                   | Srebro                               | Brąz            | Źr.   |
| ---- | --------------------------------------- | ------------------------------------ | --------------- | ----- |
| 2018 | Anastasija Miszyna / Aleksandr Gallamow | Rebecca Ghilardi / Filippo Ambrosini | brak zawodników | [ 3 ] |

### Pary taneczne
| Rok     | Złoto                            | Srebro                              | Brąz                                 | Źr.   |
| ------- | -------------------------------- | ----------------------------------- | ------------------------------------ | ----- |
| 2018 CS | Charlène Guignard / Marco Fabbri | Lorraine McNamara / Quinn Carpenter | Marie-Jade Lauriault / Romain Le Gac | [ 4 ] |